# Weltschmerz

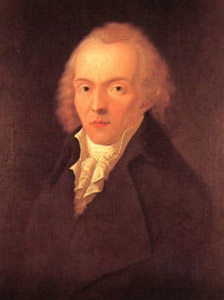
Jean Paul Richter

Weltschmerz, letterlijk wereldpijn of wereldsmart, is een uit de Duitse taal afkomstig woord dat voor het eerst als zodanig werd gebruikt door de Duitse schrijver Jean Paul Richter (1763-1825). Het verwoordt het gevoel van diepe droefheid en als pijnlijk ervaren melancholie ten gevolge van verdriet, ontstaan door de onvolmaaktheid van de wereld. Een persoon met weltschmerz heeft het gevoel dat de fysieke realiteit nooit de verlangens van de geest kan bevredigen. 
Het gaat soms met pessimisme, vervreemding en escapisme gepaard en kan een psychisch probleem worden (zoals bij Hikikomori, een fenomeen waarbij Japanse jongeren zich sociaal volledig terugtrekken).
Weltschmerz kan in extreme gevallen gepaard gaan met een anomische geestestoestand, conform met het concept van anomie, een soort van vervreemding waarover Émile Durkheim schreef in zijn sociologische verhandeling Le suicide. Anomische zelfmoord is volgens Durkheim in de eerste plaats echter het gevolg van het gebrek aan 'nomos' (orde, norm, wet, binding versus 'a-nomos'): met name een vervreemding t.a.v. de eigen omgeving en t.a.v. significante anderen om tal van redenen en niet zozeer omwille van weltschmerz.
Weltschmerz wordt vaker verbonden met (een al dan niet zachte, milde of ernstige vorm van) 'melancholia' en wordt daarbij gelinkt met de hunker naar het 'authentieke' en verbonden met het 'aura'-begrip van de Joods-Duitse cultuurfilosoof Walter Benjamin.

## Weltschmerz in de kunst
Deze pessimistische wereldvisie was wijdverspreid onder verschillende romantische auteurs, zowel in Byron, Heine als Hugo, maar ook Giacomo Leopardi, François René de Chateaubriand, Alfred de Musset, Nikolaus Lenau, Joseph von Eichendorff, en Clemens Brentano en in het Nederlandse taalgebied bijvoorbeeld Piet Paaltjens en Prosper Van Langendonck.
In de popmuziek spelen pseudo-weltschmerz en in het bijzonder zwarte romantiek een belangrijke rol in de zogenaamde Gothic-subcultuur.
In september 2020 werd de LP Weltschmerz van de Schotse zanger Fish (echte naam Derek William Dick) uitgebracht.

## Spelling
Weltschmerz is een ook in andere talen veelgebruikt leenwoord. Omdat het een van oorsprong Duits begrip is, wordt het dikwijls met een hoofdletter geschreven (de Duitse grammatica schrijft voor dat alle zelfstandige naamwoorden met een hoofdletter geschreven worden). In het Nederlands wordt het echter met een kleine letter geschreven.